# 陆军第八镇

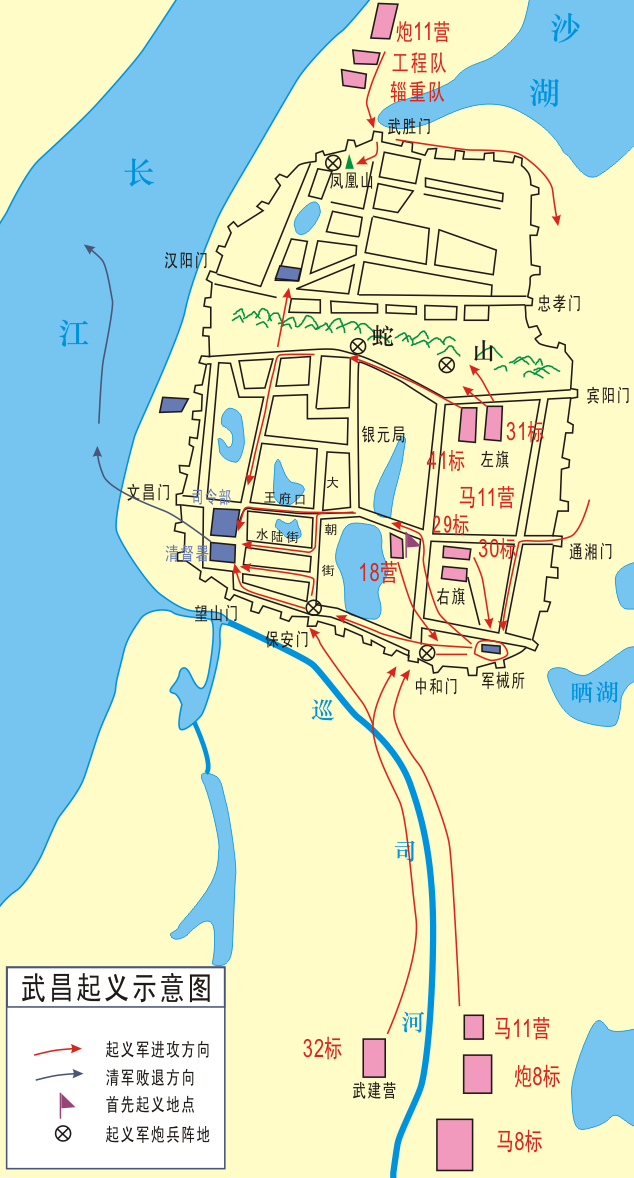
武昌起义新军第八镇和第二十一混成协起义示意图

陆军第八镇，清朝末年军队现代化改革之后的新军编制之一，組織規模與當時西方軍制的步兵師相等。
第八鎮並不是袁世凱在山東編練新軍的成果，而是湖廣總督张之洞在光緒二十二年（1896）借鑑德意志帝國陸軍編制將湖北舊軍改組為現代軍制部隊而成立的湖北新军。在光緒二十七年（1901）張之洞聘僱日本教官進行現代軍事訓練，1905年袁世凱奏請全國整編新軍時，清政府中央练兵处將湖北新軍改組為陆军第八镇和第二十一混成协，駐地湖北省武汉。辛亥革命之后，第八镇改编为湖北地方師，未獲得中央直屬番號，而在民國初年北京政府成立的中央陆军第八师是由保定陆军军官学校毕业生为核心于1913年组成的新部队，与第八镇没有渊源关系。

## 成軍部隊來源
張之洞編練湖北新軍時，受限於國家軍制，因此不能比照西方編制成立完整的聯合兵種部隊，而是以原先的防軍接受西式戰術操演，當時的防軍編制主要沿襲湘軍與淮軍營制。在1905年部隊改組時，第八鎮的整編來源包括武建营、武恺营两部，加上後續擴編，1907年成軍時總和兵力官士兵共計11,204人。
「武鎧營」在光緒二十二年（1896）成軍，下轄4個營，在進行現代軍制改組後每個營編制300人，總和軍力約1,200人。
「武建營」是在光緒二十六年（1900）成軍，下轄8個營，每營編制500人，總和軍力約4,000人，武備配發西方槍砲，營、哨等中低層指揮軍官則從袁世凱所訓練的部隊中移編。
另一支在辛亥革命時響應起義的陸軍第二十一混成協則是由湖北新軍的「武功營」與「武防營」改組。兩支部隊總和的湖北新軍編制有16,104人。
由於部隊成軍時北京並沒有提撥額外預算協助，因此在槍砲等核心武備外，大量軍需採取部隊自製降低建軍成本。為此第八鎮除了正式編制外，另外自辦了縫紉廠、皮工廠、布靴廠、鐵工廠等小型工廠為新軍部隊提供被服、單兵配件、土工器具等產品。

## 革命黨背景
第八鎮系統因為遠離北京，意識形態控制力較弱，且部隊軍官同樣受政府官費外派留學日本，使以日本為行動根據地的中國同盟會更容易在該部隊內滲透招攬成員，進行反清武裝革命。在湖北，張之洞大量招募有接受基礎新式教育水準的青年進入部隊擔任基層軍官，因此中低階軍官大量存在著同情革命黨，或是本身就參加反清運動的同盟會成員，如吴禄贞、藍天蔚、劉靜庵、胡瑛、張難先等人。

## 武昌起义发生前
辛亥革命前夕，端方入川，带走第十六协（第31标及32标）。武昌起义第一枪是工程第八营正目（班长）共进会代表熊秉坤发出（新说是士兵程正瀛发第一枪）。该镇于1908年2月工程营首建气球队，是中国最原始的空军。
武昌起义时期，其统制是张彪，辖：
- 步兵第十五协：协统王得胜，辖：29标（标统李襄麟）、30标（标统宝英）（该标以满洲兵为主）
- 步兵第十六协：协统邓成拔，辖：31标（标统曾广大），32标（标统孙国安）
- 马军第八标：标统龚光明
- 炮兵第八标：标统喻化龙
  - 炮兵第八标一营：管带杨揆一
  - 炮兵第八标二营：
  - 炮兵第八标三营：
- 工程第八营：管带王永泉，代理管带阮荣发
  - 前队：
  - 后队：
  - 左队：队官吴兆麟
  - 右队：队官黄坤荣
- 辎重第八营：管带萧安国
- 宪兵营：管带果兴阿
- 教练营
- 镇部参议：李克果 （蓝天蔚曾任该职，太湖秋操后，蓝天蔚请假出洋）
- 起义前，端方率湖北第十六协第三十一标及三十二标一部，经宜昌入川。

## 第二十一混成协
在武汉，另有独立第二十一混成协，协统是黎元洪。辖：步兵第41、42标，炮兵第11营，马军第11营，工程第11队，辎重第11队
　　
- 步41标：第1营调宜昌，第2营调岳州，第3营驻武昌城内左旗下
- 步42标：第1营驻汉口，第2营驻京汉铁路，第3营驻汉阳兵工厂
- 马11营：驻武昌城外南湖
- 炮11营：驻武昌城外塘角，管带张正基，
  - 工11队：驻武昌城外塘角
  - 辎11队：驻武昌城外塘角

## 巡防营
巡防营统领刘温玉。

## 武昌起义主要人物
- 熊秉坤，八镇工程第八营后队正目（班长）
- 徐兆宾，八镇工程第八营后队士兵
- 金兆龙，八镇工程第八营后队正目
- 程正瀛，八镇工程第八营后队士兵

- 徐少斌，八镇工程第八营前队士兵，击毙阮荣发。
- 吕中秋，八镇工程第八营前队士兵

- 吴兆麟，八镇工程第八营左队队官
- 罗炳顺，八镇工程第八营左队士兵
- 马荣，八镇工程第八营左队士兵
- 林振邦，八镇工程第八营左队士兵

- 邝名功，八镇工程第八营右队排长，
- 周荣棠，八镇工程第八营战马饲养员

- 蔡济民，八镇第十五协二十九标二营司务长（排长）
- 吴醒汉，八镇第十五协三十标一营正兵
- 张廷辅，八镇第十五协三十标排长
- 杨洪胜，八镇第十五协三十标正目（班长）
- 张鹏程，八镇第十五协三十标，武昌城通湘门守备

- 蔡汉卿，八镇炮兵第八标
- 杨揆一，八镇炮兵第八标一营管带
- 孟华臣，八镇炮兵第八标
- 赵楚屏，八镇炮兵第八标
- 徐万年，八镇炮兵第八标，营代表。
- 张文鼎，八镇炮兵第八标

- 彭楚藩，八镇宪兵营，营代表。

- 蒋翊武，第二十一混成协四十一标三营左队充正目，文学社负责人
- 刘复基，第二十一混成协四十一标三营左队士兵
- 王世龙，第二十一混成协四十一标
- 阙龙，第二十一混成协四十一标
- 何海鸣，第二十一混成协四十一标一营

- 胡玉珍，第二十一混成协第四十二标一营士兵，文学社标代表
- 邱文彬，第二十一混成协第四十二标一营士兵，文学社副代表
- 赵承武，第二十一混成协第四十二标第二营无线电学兵，文学社营代表

- 李鹏升，第二十一混成协辎重队

- 张振武，陆军小学

- 李翊东， 陆军测绘学堂学生

## 民國時代的陸軍第八師
中華民國成立後，民國二年（1913）北京國民政府成立中央陆军第八师，該師是由保定陆军军官学校毕业生为核心组成的新部队，与第八镇没有渊源关系。1914年，第八师师长王汝贤，该师参加追剿白朗。1916年初，师长李长泰，第八师奉命入川，增援张敬尧对护国军作战。帝制失败以后，该师回驻天津马厂，1917年参加段祺瑞讨伐张勋复辟。